# Polisomnografia
Uzasadnienie: oba artykuły są o tym samym. W innych wersjach językowych Wikipedii jest tylko jeden artykuł o polisomnografii opisujący zjawisko i badanie.
Polisomnografia (PSG) – technika rejestrowania i badania czynności organizmu ludzkiego w czasie snu. Jest podstawowym badaniem w diagnostyce OBS (obturacyjnego bezdechu sennego), które umożliwia jego potwierdzenie. Polega na zapisie podczas snu EEG, EKG, EOG, EMG, pomiarze SaO2, ruchów oddechowych klatki piersiowej i brzucha, rejestracji przepływu powietrza przez drogi oddechowe, chrapania, pozycji ciała i ruchów kończyn.
Ze względu na duży koszt i małą dostępność aparatów do PSG, w rozpoznaniu OBS u osób z mocnym podejrzeniem tej choroby (otyłość, nadmierna senność dzienna, chrapanie nawykowe, liczne bezdechy obserwowane w czasie snu), bez chorób współistniejących lub powikłań, można posługiwać się badaniem poligraficznym(możliwe do przeprowadzenia w domu pacjenta), podczas którego rejestrowanych jest 3-7 zmiennych (w tym obowiązkowo- przepływ powietrza, ruchy oddechowe, utlenowanie krwi [pulsoksymetria]; pozostałe to: czynność serca, chrapanie, pozycja ciała i aktywność ruchowa), bez zapisu czynności elektrofizjologicznej układu nerwowego.
Aby zapisać i analizować przebieg snu wykonuje się badanie polisomnograficzne.